# Octomilka
Octomilka (Drosophila) je parafyletický rod malého dvoukřídlého hmyzu, náležející do čeledi octomilkovití (Drosophilidae).
Zejména druh octomilka obecná (Drosophila melanogaster) se hojně využívá v genetických výzkumech a patří ke klíčovým modelovým organismům vývojové biologie. Celý rod octomilka zahrnuje na 1500 druhů lišících se vzhledem, chováním a způsobem rozmnožování.

## Pojmenování
Octomilka se také lidově nazývá banánová muška nebo případněji vinná, octová či ovocná muška, což odkazuje na charakteristický výskyt mnoha druhů na přezrálém nebo hnijícím ovoci. Příslušníci příbuzné hmyzí čeledi vrtulovitých (Tephritidae) jsou také nazývány ovocné mušky, ale ty se primárně živí ovocem dozrávajícím nebo zralým, a proto jsou mnohé druhy vrtulí považovány za zemědělské škůdce, obzvláště pak vrtule velkohlavá (Ceratitis capitata), zavlečená patrně z tropů Afriky.
Odborné pojmenování Drosophila znamená „milující rosu“. Jde o latinský přepis řeckých slov δρόσος (drósos, rosa) a φίλος (phílos, milovat) s příponou ženského rodu -a.[zdroj?]
Někdy se názvy banánová muška a drozofila užívají jako synonyma pro octomilku obecnou.[zdroj?]

## Popis
Octomilky se řadí mezi dvoukřídlé. Je to malý hmyz, typický zbarvený od světle žluté přes načervenale hnědou až po černou. Mají červené oči. Mnohé druhy mají zřetelný vzor na křídlech. Určujícím znakem čeledi je ochmýřená stopka (biolog. arista), spojující ježatou hlavičku a hruď (thorax) spolu s žilkováním (nervaturou) křídel. Většinou jsou malé, asi 2–4 milimetry dlouhé, ale zvláště havajské druhy dorůstají velikosti větší než moucha domácí.[zdroj?]

## Životní cyklus a ekologie

### Stanoviště
Octomilky se vyskytují na celém světě, většina druhů v tropických oblastech. Žijí na pouštích, v tropických deštných pralesích, ve městech, v močálech i ve vysokohorských zónách. Některé severské druhy přezimují. Většina druhů se vyvíjí v různých rozkládajících se rostlinných či houbových materiálech včetně ovoce, kůry, hlenotoků, květů a hub. Několik málo druhů se přeměnilo v parazity nebo dravce. Přitahuje je návnada z hnijících banánů nebo hub, ale některé druhy není možné přilákat žádným druhem návnady. Samečkové se buď shromažďují v místech s vhodným substrátem na líhnutí, kde soutěží o samičky, nebo vytvářejí skupinky vedoucí námluvy v místech mimo rozmnožovací stanoviště.
Několik druhů octomilek jako D. melanogaster, D. immigrans a D. simulans jsou pevně vázané na lidi a jsou často označovány jako druhy zdomácnělé (domestikované). V důsledku lidské činnosti, jako například přepravování ovoce, byly některé druhy (D. subobscura, Zaprionus indianus) zavlečeny do celého světa.

### Rozmnožování

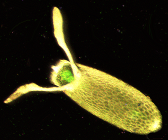
Vajíčko octomilky obecné

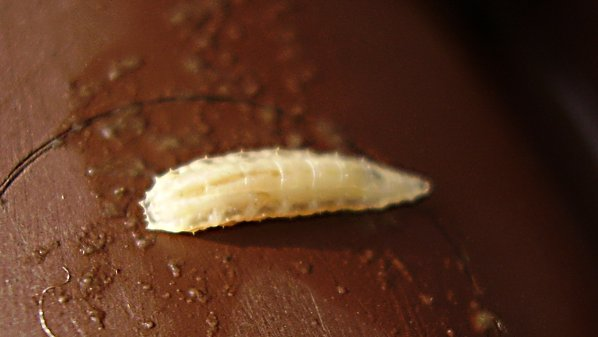
Larva octomilky

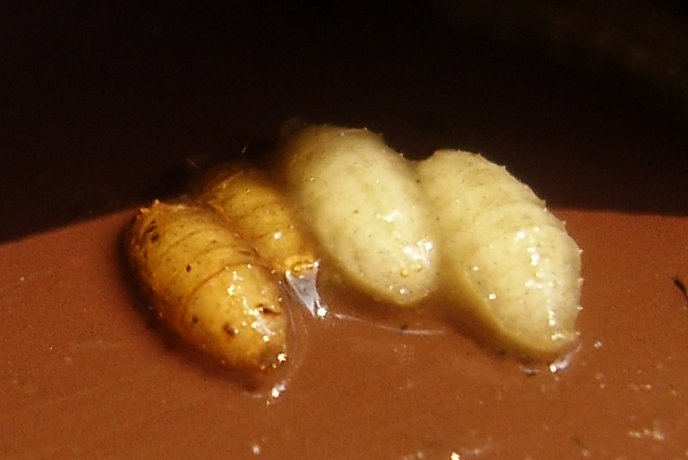
Kukly octomilky – mladé kukly jsou bílé, starší hnědé.

Samečkové tohoto rodu jsou známi nejdelšími spermatickými buňkami ze všech organismů na Zemi: Drosophila bifurca má spermie dlouhé 5,8 centimetrů. Spermatické buňky jsou opatřeny bičíkem a do samičky jsou vpravovány důkladně svinuté. Další zástupci rodu octomilka vytvářejí několik málo poměrně velkých spermatických buněk, z nichž nejdelší patří druhu D. bifurca – sameček jich má okolo 140. Spermatické buňky octomilky obecné jsou poměrně malé, dlouhé „jen“ 1,8 milimetrů, ale i přesto překračují délku lidských spermií 300násobně.
Octomilky se velmi různí rozmnožovacími schopnostmi. Na jedné straně se např. octomilka obecná líhne ve výživných, ale relativně nepříliš hojných zdrojích výživy, a proto její vaječníky obsahují najednou 10–20 zralých vajíček, takže mohou být nakladena najednou na jedno místo. Jiné druhy se vyvíjejí v hojněji se vyskytujících, ale méně výživných substrátech, jako je třeba listí. Ty mohou klást jen jediné vajíčko za den. Vajíčka mají jeden nebo více dýchacích vlákének poblíž předního konce; část s vývody vyčnívá nad hladinu a umožňuje kyslíku proniknout až k embryu. Larvy se živí nejen rostlinnou potravou, ale také kvasinkami a mikroorganismy, které se nacházejí v rozkládajícím se materiálu. Délka vývoje se pohybuje od 7 po 60 a více dní a závisí na druhu a podmínkách prostředí (teplota, výživný substrát a hustota jedinců).

### Živočichové chovaní v laboratoři

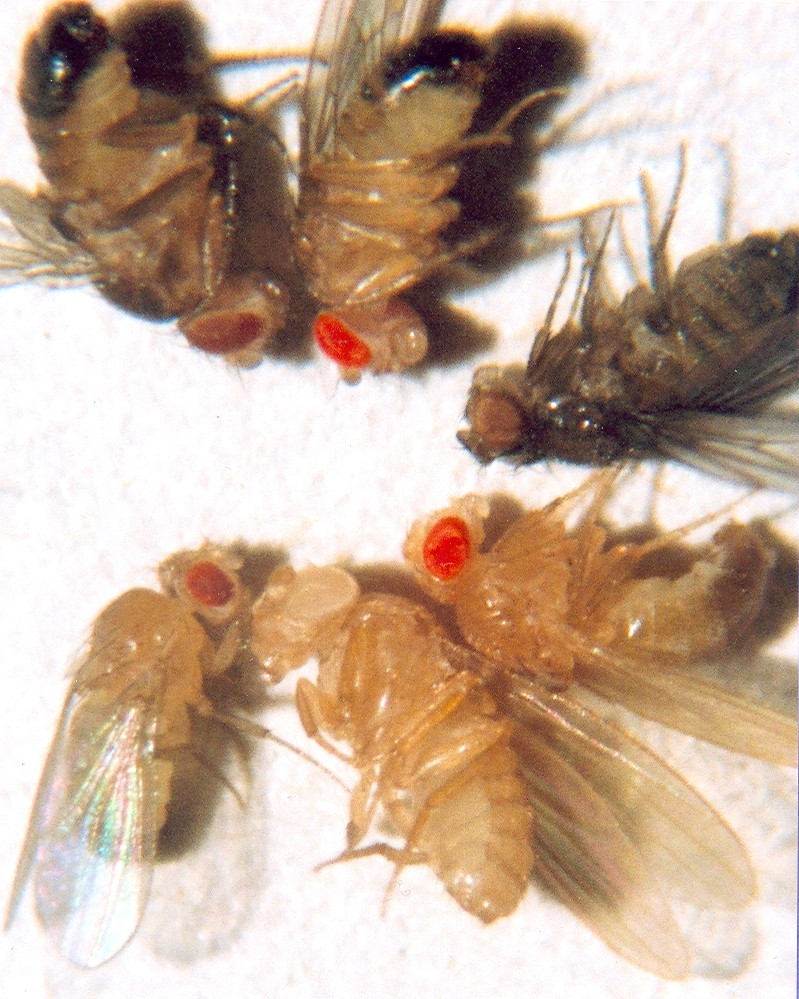
Typy octomilky obecné. Barva očí (ve směru hodinových ručiček): hnědá, rumělková, sépiová, nachová, bílá, přírodní. Dále jedinec s přírodní barvou očí má žlutě zbarvené tělo, ten se sépiově hnědýma očima má tělo ebenově zbarvené a hnědooký jedinec má tělo černé.

Octomilka obecná je oblíbený testovací živočich, neboť se snadno chová (kultivuje) ve velkém množství, má krátký generační čas a mutovaní jedinci jsou rychle dostupní. Výzkum o. obecné započal Thomas Hunt Morgan roku 1906 a o čtyři roky později referoval o svém první objevu bělookých mutantů. Hledal tehdy modelový organismus pro studium dědičnosti a potřeboval druh, u něhož by se náhodné genetické mutace viditelně projevily v podobě tvarových (morfologických) změn u dospělce. Zejména za výsledky výzkumu octomilek mu byla v roce 1933 udělena Nobelova cena za fyziologii a lékařství, a to za určení chromozómů jako nositelů (vektorů) dědičnosti genů.
Některé druhy octomilek se v laboratorních podmínkách chovají obtížně, často proto, že ve svém přirozeném prostředí jsou vázány na specifické hostitele. U jiných to může být vazba na málo častá média nebo na chemikálie, jako jsou steroly, které se nacházejí v přirozeném hostiteli. U dalších je to prostě nemožné. V některých případech se larvy mohou vyvíjet na normálních octomilkových médiích, ale samička neklade vajíčka; u těchto druhů samička začne vajíčka klást po přidání prvků z přirozeného hostitelského prostředí. V Drosophila Stock Center v Tucsonu jsou pro vědce udržovány kultury stovek druhů.

### Predátoři
Octomilky jsou kořistí pro mnoho predátorů, např. roupce (roupcovití Asilidae). Na Havaji z pevniny (USA) zavlečené vosy (Vespula) drasticky snížily početnost většiny druhů octomilek.[zdroj?] Larvy jsou také požírány jinými hmyzími larvami, zástupci drabčíkovitých (Staphylinidae) a mravenci.

## Systematika
Rod octomilka je současně definován jako parafyletický a zahrnuje 1450 popsaných druhů, přičemž se předpokládá, že druhů je několik tisíc. Většina druhů patří do dvou podrodů:
- Drosophila (~1 100 druhů)
- Sophophora (zahrnující D. (S.) melanogaster; ~330 druhů

Z fylogenetických studií vyplývá následující rozdělení rodů v rámci čeledi octomilkovití:
- Hirtodrosophila Duda, 1923
- Mycodrosophila Oldenburg, 1914
- Zaprionus Coquillett, 1901
- Samoaia Malloch, 1934
- Liodrosophila Duda, 1922
- Dichaetophora Duda, 1940
- Scaptomyza Hardy, 1849

Několik podrodových a rodových jmen je založeno na přesmyčkách ze slova Drosophila:
- Dorsilopha
- Lordiphosa
- Siphlodora
- Phloridosa
- Psilodorha

## Genomový projektDrosophila
Octomilka je hojně využívána jako modelový organismus v genetice včetně populační genetiky, v buněčné biologii, v biochemii a především ve vývojové biologii. Proto je věnováno vysoké úsilí sekvenování genomu octomilky. U následujících druhů už byl genom plně nebo částečně sekvenován:
- Drosophila (Sophophora) melanogaster
- Drosophila (Sophophora) simulans
- Drosophila (Sophophora) sechellia
- Drosophila (Sophophora) yakuba
- Drosophila (Sophophora) erecta
- Drosophila (Sophophora) ananassae
- Drosophila (Sophophora) pseudoobscura
- Drosophila (Sophophora) persimilis
- Drosophila (Sophophora) willistoni
- Drosophila (Drosophila) mojavensis
- Drosophila (Drosophila) virilis
- Drosophila (Drosophila) grimshawi

Data se používají k mnoha účelům včetně porovnání evoluce genomu. D. simulans a D. sechellia jsou příbuzné druhy, které při křížení dávají životaschopné potomstvo, zatímco D. melanogaster a D. simulans produkují neplodné hybridní potomstvo. Genom octomilek je často porovnáván s genomy vývojově vzdálenějších druhů, jako jsou včely – včela medonosná Apis mellifera – nebo komáři
Anopheles gambiae. Aktuální data jsou dostupná ve FlyBase.org.
Má 4 páry chromozomů.